# سد میگل المان
سد میگل المان (به اسپانیایی: Presa Temascal) یک سد در مکزیک است که در Oaxaca, Mexico واقع شده‌است.